# المسائل الصقلية
الكلام على المسائل الصقلية والمعروفة باختصار المسائل الصقلية عبارة عن أجوبة كتبها ابن سبعين عن بعض المسائل الفلسفية، حول الكون والنفس والعلم الإلهي، التي وجهها فريدريك الثاني ملك صقلية إلى علماء المسلمين. وأجاب عنها الفيلسوف الأندلسي ابن سبعين بأمر من عبد الواحد الرشيد خليفة الموحدين. تعتبر الرسالة من مظاهر التبادل الحضاري والعلمي بين الشرق والغرب.

## المسائل

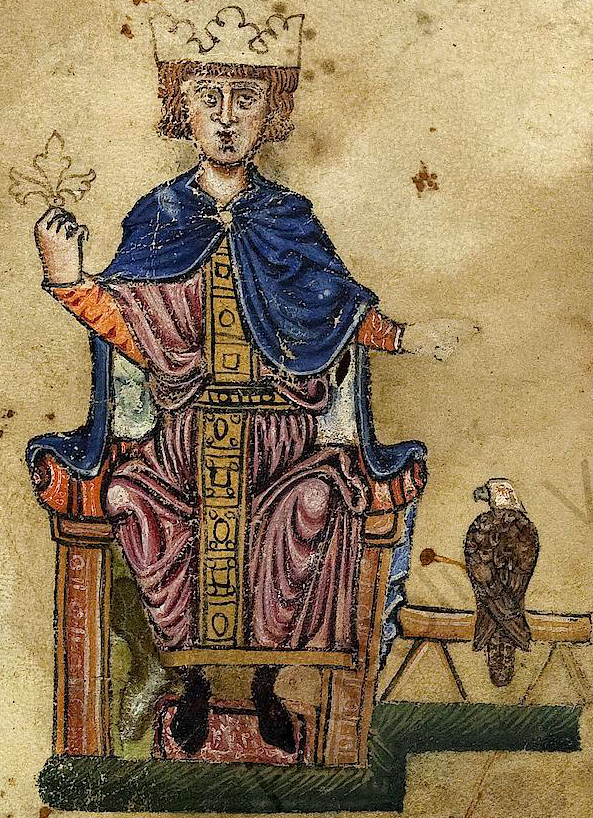
فريدريك الثاني، في مخطوط بمكتبة الفاتيكان

المسائل الصقلية التي سأل عنها فردريك الثاني، ومصدرها علماء المدرسة الصقلية، هي: المسألة الأولى عن العالم: هل هو قديم أو محدث، والثانية من العلم الإلهي: ما هو المقصود منه، وما مقدماته الضرورية إن كانت له مقدمات، والثالثة عن المقولات أي شيء هي، وكيف يتصرف بها في أجناس العلوم حتى يتم عددها، وعددها عشر، فهل يمكن أن تكون أقل، وهل يمكن أن تكون أكثر، وما البرهان على ذلك، والمسألة الرابعة عن النفس: ما الدليل على بقائها وما طبيعتها، ويتفرع عن هذه المسألة الأخيرة سؤال عن أين خالف الإسكندر الأفروديسي أرسطوطاليس.
ويظهر أن المكانة التي نالها ابن سبعين بجوابه كانت عالية وقد أوغرت صدور الفقهاء عليه فراحوا يتهمونه بالكفر، مما اضطر حاكم سبتة، الوزير أبي علي ابن خلاص، إلى طرده منها، قال عنها لسان الدين بن الخطيب في كتابه الإحاطة 
| المسائل الصقلية | ولما وردت على سبتة المسائل الصقلية، وكانت جملة المسائل الحكمية، وجهها علماء الروم تبكيتًا للمسلمين، انتدب إلى الجواب عنها، على فتى من سنه، وبديهة من فكرته | المسائل الصقلية |